# Пані і хуліган
«Пані і хуліган» — радянський кольоровий телевізійний фільм-балет режисера Аполлінарія Дудка і хореографа Костянтина Боярського  на музику Дмитра Шостаковича за мотивами сценарію Володимира Маяковського, ремейк однойменного фільму 1918 року (однак дію перенесено в 1923 рік).

## Сюжет
Фільм розповідає історію місцевого хулігана і шкільної вчительки, яка приїхала для роботи в школі. Хуліган закохується в вчительку і починає відвідувати її заняття. Одного разу якийсь учень ображає вчительку, і закоханий хуліган заступається за неї. Ця допомога дорого обходиться хлопцеві: в темному провулку його підстерігає батько лиходія разом зі своїми дружками — в бійці хуліган смертельно поранений і через деякий час вмирає.

## У ролях
- Ірина Колпакова —  вчителька
- Олексій Носков —  хуліган
- Святослав Кузнецов —  отаман
- Валентина Муханова —  подруга отамана

## Знімальна група
- Автор сценарію: Аполлінарій Дудко (за мотивами сценарію Володимира Маяковського)
- Режисер: Аполлінарій Дудко
- Сценічна композиція і хореографія: Костянтин Боярський
- Оператор:  Едуард Розовський
- Композитор: Дмитро Шостакович
- Диригент:  Максим Шостакович
- Художник-постановник:  Марина Азізян
- Монтаж:  Ізольда Головко
- Звукорежисер:  Володимир Яковлєв
- Музичний консультант:  Веніамін Баснер
- Директор фільму:  Володимир Беспрозванний